# Lấu Bắc Bộ
Lấu Bắc Bộ (danh pháp: Psychotria tonkinensis) là một loài thực vật có hoa trong họ Thiến thảo. Loài này được Pit. mô tả khoa học đầu tiên năm 1924.